# Micro cravate
 (janvier 2019).
Si vous disposez d'ouvrages ou d'articles de référence ou si vous connaissez des sites web de qualité traitant du thème abordé ici, merci de compléter l'article en donnant les références utiles à sa vérifiabilité et en les liant à la section « Notes et références ».
 (janvier 2019).

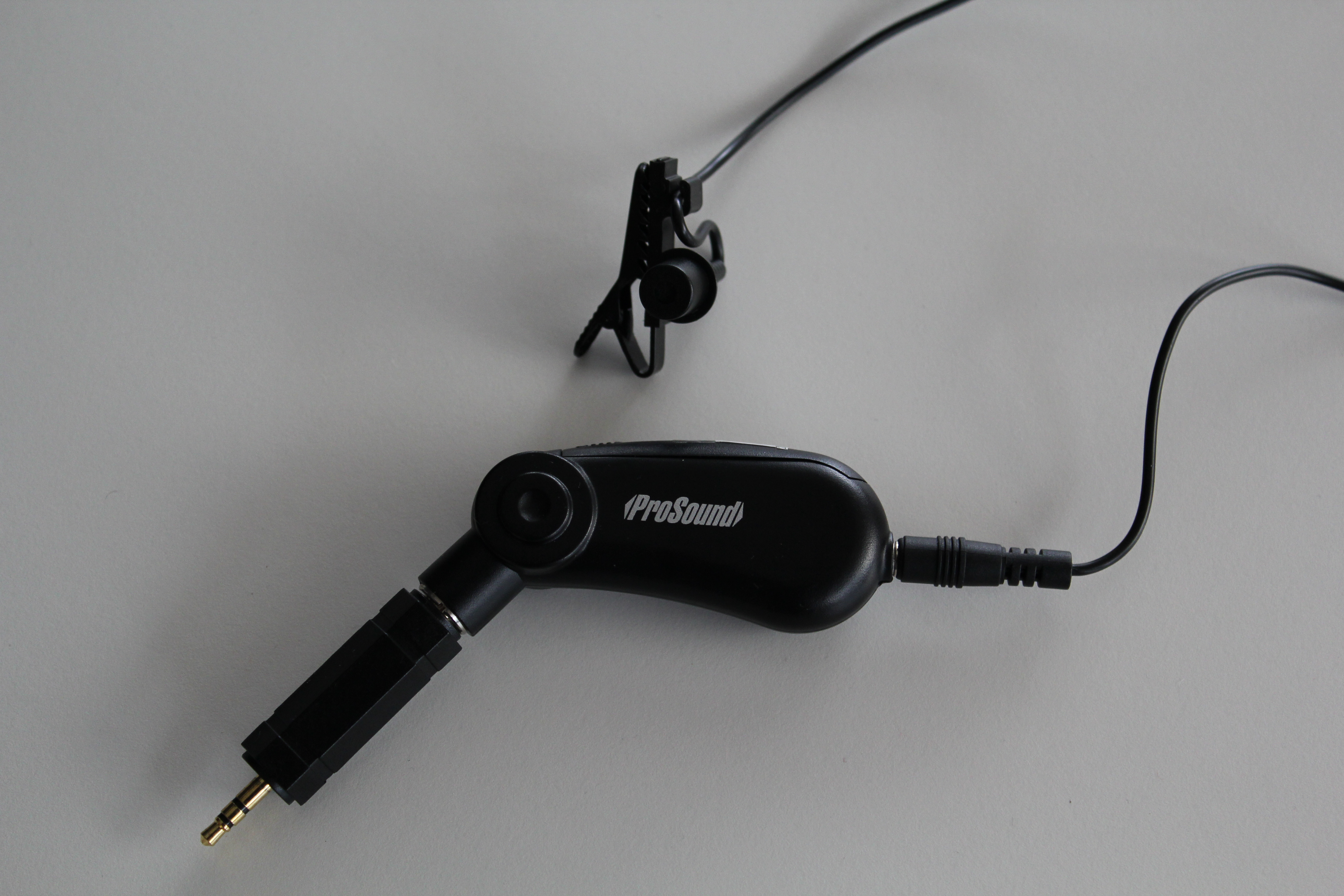
Micro-cravate L48AA de chez ProSound

Le micro-cravate est un microphone miniature qui se fixe au vêtement d'une personne. Il est équipé d'une petite capsule, et éventuellement d'une bonnette.
Il se branche à un émetteur qui s'installe généralement à la ceinture, sur le pantalon, sur la veste ou dans la poche. Il peut renvoyer l'enregistrement à une caméra connectée, à un amplificateur, ou encore à une table de mixage. Le kit émetteur-récepteur est donc indissociable du micro-cravate pour une utilisation réelle qui reste à portée radio (gamme de fréquence dite HF (High Frequency).

## Avantages
Le micro-cravate HF permet de capter le son à distance : on parle alors de micro-cravate sans fil. Il est également beaucoup utilisé pour les reportages, interviews, ainsi que pour les pièces de théâtre ou les comédies musicales. Il permet à la personne enregistrée de pouvoir bouger librement sans devoir tenir un micro à la main. Il peut être camouflé lorsqu'il est attaché à une cravate ou un col de chemise, ou encore dissimulé sous les vêtements.